# Бертран I (граф Форкалькье)
Бертран I (фр. Bertrand Ier de Forcalquier; ум. 1144) — граф Форкалькье в 1129 — 1144 гг.

## Биография
По данным Фонда средневековой генеалогии, он стал преемником своего брата Гига в 1149, и в том же году умер. По Флориану Мазелю он был графом в период с 1129 по 1144. Мы можем примирить две версии, так как графство Форкалькье было под неделимым владением, как ранее графство Прованс. Бертран вполне мог умереть в 1144, прежде чем его брат останется единоличным правителем, или граф с его племянниками.

## Семья и дети
Бертран I женился на Жоссеранде де Флотт. От этого брака у него было трое детей:
- Бертран II (ум. 1207), граф Форкалькье
- Гильом IV (ум. 1209), граф Форкалькье
- Аликс (ум. после 1219), вышла замуж в 1180 году за Жиро Амик де Сабран, сеньора Шатонеф, Тор и Жонкьер.